# Králův Dvůr
Králův Dvůr (niem. Königshof) − miasto w Czechach, w kraju środkowoczeskim. Według danych z 31 grudnia 2016 powierzchnia miasta wynosiła 1 247 ha, a liczba jego mieszkańców 10 428 osób.
W mieście jest stacja kolejowa Králův Dvůr.

## Historia
Pierwsza wzmianka o osadzie pochodzi z roku 1398. Z miejscowości pochodzą Jan Preisler – malarz secesyjny i Zdeněk Kratochvíl – malarz impresjonista.